# Csaba Horváth (Slowaaks voetballer)
Csaba Horváth (Bratislava (Tsjechoslowakije), 2 mei 1982) is een voormalig Slowaaks profvoetballer van Hongaarse afkomst, die als centrale verdediger speelde. Hij beëindigde in 2018 zijn profcarrière.

## Carrière
Horváths carrière in het betaald voetbal begon in 2002, toen hij op 20-jarige leeftijd zijn debuut maakte voor het Tsjechische 1. FC Synot, dat later fuseerde tot 1. FC Slovácko. Hij kwam echter weinig aan spelen toe, en na in het seizoen 2004-2005 op huurbasis te zijn uitgekomen voor AS Trenčín tekende de verdediger het daaropvolgende jaar een vast contract bij de Slowaakse subtopper. Hier groeide hij wel uit tot een vaste waarde, en kwam hij in 3 seizoenen tot 78 optredens.
Vanaf september 2008 stond de Hongaarse Slowaak op huurbasis onder contract bij ADO Den Haag. De Haagse club had daarnaast een optie tot koop voor drie seizoenen. In de zomer van 2009 besloot ADO Den Haag echter om de optie niet te lichten maar legde hem wel voor één jaar vast.
In de zomer van 2010 werd hij overgenomen van AS Trenčín door de Poolse club Zagłębie Lubin, een middenmoter in de hoogste Poolse divisie. Daar kreeg Horváth rugnummer 3 toegewezen. Sinds het seizoen 2013 - 2014 speelt Horváth voor de Poolse club Piast Gliwice. Medio 2015 keerde hij terug bij zijn eerste club FC ŠTK 1914 Šamorín.